# IV. Korps (Bundeswehr)
Das IV. Korps war das letzte rein national geführte Korps des Heeres der Bundeswehr und bestand zwischen 1991 und 2002. Das Korps führte vor allem die Truppenteile aus den neuen Ländern. Nach der Auflösung wurde der Stab des Korps zur Aufstellung des Einsatzführungskommandos der Bundeswehr verwendet. Das Korps hatte seinen Standort in der Henning-von-Tresckow-Kaserne im Ortsteil Geltow der Gemeinde Schwielowsee.

## Verbandsabzeichen
Das Verbandsabzeichen gleicht bis auf die Korpsnummer IV dem Verbandsabzeichen aller Korps. Es zeigt als deutsches Hoheitssymbol den Bundesadler. Die Farbgebung ist an die der Flagge Deutschlands angelehnt. Das Abzeichen wurde von den Soldaten der Korpstruppen sowie des Stabs des Korps am linken Ärmel des Dienstanzugs getragen. Der geflochtene schwarz/gelbe (schwarz/goldene) Rand bezeugt die Stellung als Korps.

## Geschichte

### Vorgeschichte bis 1991 als Heereskommando Ost
Zur Eingliederung von Teilen der Landstreitkräfte der Nationalen Volksarmee wurde am 4. Oktober 1990 in Potsdam ein Heereskommando Ost unter Heranziehung des Kommando Landstreitkräfte der NVA neu aufgestellt. Das Heereskommando Ost führte zunächst die ehemals dem Kommando Landstreitkräfte direkt unterstellten Truppen. Die in den DDR-Militärbezirken III (Leipzig) und V (Neubrandenburg) zusammengefassten Truppen sollten zunächst in zwei Divisionen (die spätere 13. und 14. Panzergrenadierdivision) und die Wehrbereichskommandos VII und VIII überführt werden und unterstanden zunächst nicht dem Heereskommando Ost, sondern dem Bundeswehrkommando Ost.

### Korps / Territorialkommando Ost

Verbandsabzeichen Territorialkommando Ost

In Vorbereitung der Führung der ostdeutschen Heerestruppen wurde das Heereskommando Ost zum 16. April 1991 zum „Korps / Territorialkommando Ost“ umgegliedert. Die Fusionierung der Territorialkommandos des Territorialheer mit den Korps des in die NATO-Kommandostruktur integrierten Feldheeres war in der Heeresstruktur V auch für die Korps in Westdeutschland avisiert. Letztlich wurde diese Fusion aber nur in Ostdeutschland durchgeführt. Formal wurde dabei sichergestellt, dass wie vereinbart bis zum Abzug der GSSD aus den ostdeutschen Garnisonen (der Abzug dauerte bis 1994) keine NATO-Truppen in Ostdeutschland stationiert waren, denn formal war das „Korps / Territorialkommando Ost“ eine Kommandobehörde des Territorialheeres, das in der Friedensgliederung und im Verteidigungsfall durch nationale Befehlshaber geführt wurde und vorläufig nicht in die NATO-Kommandostruktur integriert wurde. Im Zwei-plus-Vier-Vertrag, Artikel 5, Artikel (1) ist dazu formuliert:

„Bis zum Abschluß des Abzugs der sowjetischen Streitkräfte vom Gebiet der heutigen Deutschen Demokratischen Republik und Berlins in Übereinstimmung mit Artikel 4 dieses Vertrags werden auf diesem Gebiet als Streitkräfte des vereinten Deutschlands ausschließlich deutsche Verbände der Territorialverteidigung stationiert sein, die nicht in die Bündnisstrukturen integriert sind, denen deutsche Streitkräfte auf dem übrigen deutschen Hoheitsgebiet zugeordnet sind. Unbeschadet der Regelung in Absatz 2 dieses Artikels werden während dieses Zeitraums Streitkräfte anderer Staaten auf diesem Gebiet nicht stationiert oder irgendwelche andere militärische Tätigkeiten dort ausüben. […]“

Zum 30. Juni 1991 wurde das Bundeswehrkommando Ost aufgelöst. Das dem Inspekteur des Heeres unterstellte „Korps / Territorialkommando Ost“ übernahm die Führung der unterstellten Heeresdivision und der Wehrbereichskommandos. Damit wurden die ostdeutschen Landstreitkräfte Teil des gesamtdeutschen Heeres. Es unterstanden:
- Division/Wehrbereichskommando VII
- Division/Wehrbereichskommando VIII

Zunächst war die Hauptaufgabe des „Korps/Territorialkommandos Ost“, diese unterstellten Truppenteile in das gesamtdeutsche Heer zu integrieren. Am 1. April 1993 wurde mit dem neu aufgestellten Sanitätsbataillon 806 in Hamburg erstmals auch ein westdeutscher Truppenteil unterstellt. Zum 30. September 1994 – einen Monat nach Abzug der letzten Truppenteile der GSSD aus der Bundesrepublik – wurde das „Korps / Territorialkommando Ost“ dem neu eingerichteten Heeresführungskommando truppendienstlich unterstellt. Damit wurden erstmals ostdeutsche Truppenteile in das deutsche Feldheer integriert und damit die Eingliederung in die NATO-Kommandostruktur eingeleitet.

### Als IV. Korps ab 1995

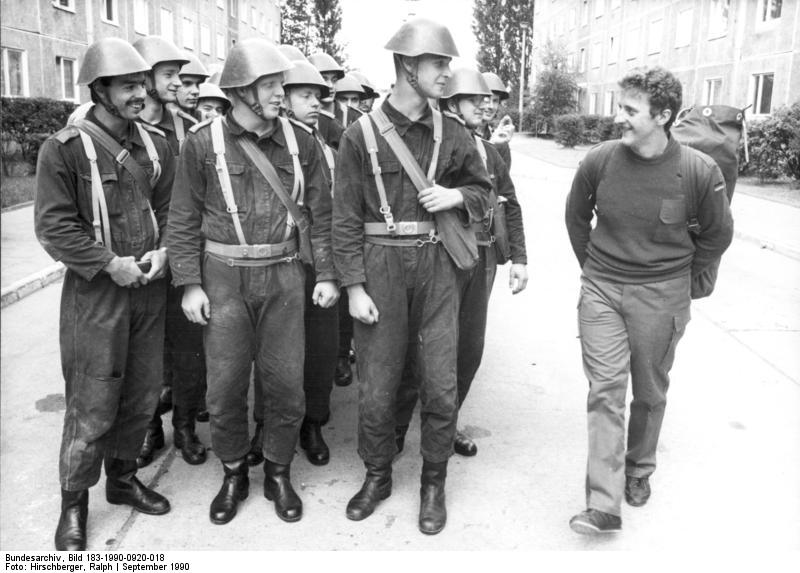
1990: Umrüstung der Uniformen auf das westdeutsche Modell

Bereits 1995 wurde die Heeresstruktur V nachgesteuert (Heeresstruktur V (N)). Zum 1. Januar 1995 wurde das „Korps / Territorialkommando Ost“ wieder aufgeteilt. Aufgaben der territorialen Verteidigung des „Korps / Territorialkommando Ost“ wurden den fusionierten Wehrbereichskommando VII / 13. Panzergrenadierdivision sowie dem Wehrbereichskommando VIII / 14. Panzergrenadierdivision übertragen.
Aus dem Korpsanteilen des „Korps / Territorialkommando Ost“ entstand nach Abgabe der Territorialverbände das IV. Korps des Feldheeres. Die anderen drei nationalen Korps (I., II., III.) wurden in multinationale Korps bzw. Einsatzstäbe umgewandelt. Das IV. Korps blieb jedoch ein rein deutsches Korps.  Allerdings war das Korps über Partnerschaften mit Truppen in den östlichen Nachbarländern verbunden. Bereits 1994 fanden gemeinsame Truppenübungen zwischen deutschen und polnischen Einheiten statt. Dem Korps unterstanden rund 45.000 Soldaten und etwa 6400 Fahrzeuge. Zum Korps gehörten 1994:
- Heeresunteroffizierschule IV in Delitzsch (Aufstellung 24. April 1991)
- Führungsunterstützungsbrigade 4 in Stahnsdorf
  - Stab- und Fernmeldekräfte
  - Topographiebatterie
  - Musikkorps
- Logistikbrigade 4 in Strausberg
  - Instandsetzungstruppen, Nachschub- / Transporttruppen und Depots
- Sanitätsbrigade 4 in Perleberg
  - u. a. Sanitäts-Einsatzkompanie
- Heeresfliegerregiment 36 in Fritzlar
  - 60 Panzerabwehrhubschrauber

Für den Einsatz unterstanden dem Korps außerdem:
- Heeresfliegerverbindungs- und Aufklärungsstaffel 400 in Cottbus
- Panzerflugabwehrraketenregiment 610 in Rendsburg
- Fernspähkompanie 300 in Fritzlar
- Frontnachrichtenlehrkompanie 300 in Diez

Am 3. Februar 1995 wurden die Verbände des Korps der NATO assigniert. In der Struktur Neues Heer für neue Aufgaben wurden die Sanitätskräfte des Korps als Sanitätsbrigade dem Heeresunterstützungskommando unterstellt. Das Korps gliederte sich ab 1995 im Wesentlichen in:
- Feldnachrichtenkompanie (nicht aktiv)
- Führungsunterstützungsbrigade
  - Stabs- und Fernmelderegiment
  - Fernmeldeverbindungsbataillon
  - Fernmelderegiment Elektronischer Kampf
  - Topographiebatterie
  - Heeresmusikkorps
- 13. Panzergrenadierdivision/Wehrbereichskommando VII (Leipzig)
- 14. Panzergrenadierdivision/Wehrbereichskommando VII (Neubrandenburg)

Die Fusion der Divisionen und WBK blieb zunächst bis 2001 erhalten.
Am 3. April 1997 wurde die Luftmechanisierte Brigade 1 (KRK) in Fritzlar neu aufgestellt und seine rund 3300 Mann dem Korps unterstellt. Das IV. Korps wurde zum 1. Juli 2001 der truppendienstlichen Führung enthoben und der Stab zum 31. März 2002 endgültig außer Dienst gestellt. Nach der Auflösung wurde der Stab des Korps zur Aufstellung des Einsatzführungskommando der Bundeswehr verwendet. Die ehemals unterstellten Truppenteile wurden außer Dienst gestellt oder in Masse den nun direkt dem Heeresführungskommando unterstellten Divisionen (13. und 14. Panzergrenadierdivision) unterstellt.

### Einsätze
Während seines rund zehnjährigen Bestehens war das Korps an verschiedenen Einsätzen beteiligt:
- Sommer 1992: Waldbrandkatastrophen in Sachsen, Brandenburg und Mecklenburg-Vorpommern, rund 1.700 Soldaten
- Sommer 1992: Nothilfe-Einsätze in der Landwirtschaft Dürreperiode
- Sommer 1993 und 1994: Waldbrandbekämpfung in Brandenburg.
- Frühjahr 1994: Hochwasserbekämpfung in Thüringen und Sachsen-Anhalt, rund 1.100 Soldaten
- Sommer 1997: Oderhochwasser
- Sommer 2002: Elbehochwasser
- SFOR Bosnien
- KFOR Kosovo
- ISAF Afghanistan

### Kommandierende Generale

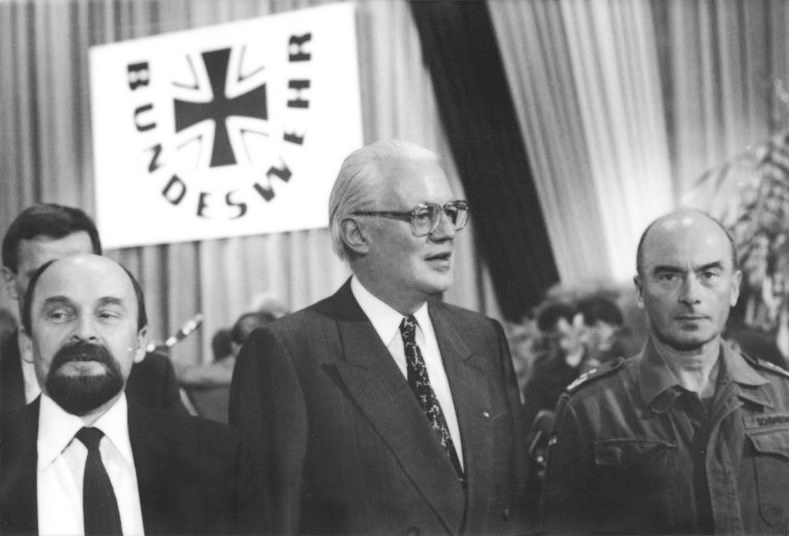
Auf einer festlichen Veranstaltung am Tag der Deutschen Einheit übernahm Bundesverteidigungsminister Dr. Gerhard Stoltenberg (Mitte) vom früheren DDR-Minister für Abrüstung und Verteidigung, Rainer Eppelmann (l), die Befehlsgewalt über die Streitkräfte des beigetretenen Landesteils. Rechts der Befehlshaber des Bundeswehrkommandos Ost, Generalleutnant Jörg Schönbohm.

| Nr.                                                                        | Name                                     | Beginn der Berufung | Ende der Berufung  |
| -------------------------------------------------------------------------- | ---------------------------------------- | ------------------- | ------------------ |
| 6                                                                          | Generalleutnant Friedrich Riechmann      | Januar 2001         | Juni 2001          |
| 5                                                                          | Generalleutnant Rainer Schuwirth         | April 1999          | Juni 2001          |
| 4                                                                          | Generalleutnant Hans-Peter von Kirchbach | April 1998          | März 1999          |
| 3                                                                          | Generalleutnant Joachim Spiering         | 1. Oktober 1994     | März 1998          |
| Ab Januar 1995 IV. Korps                                                   |                                          |                     |                    |
| 2                                                                          | Generalleutnant Werner von Scheven       | April 1991          | 30. September 1994 |
| Ab April 1991 Territorialkommando Ost Bis März 1991 Bundeswehrkommando Ost |                                          |                     |                    |
| 1                                                                          | Generalleutnant Jörg Schönbohm           | 3. Oktober 1990     | April 1991         |